# Okunica
Okunica (deutsch Friedrichsthal i. Pom.) ist ein Dorf in der Woiwodschaft Westpommern in Polen. Es gehört zur Gmina Pyrzyce (Gemeinde Pyritz)  im Powiat Pyrzycki (Pyritzer Kreis).

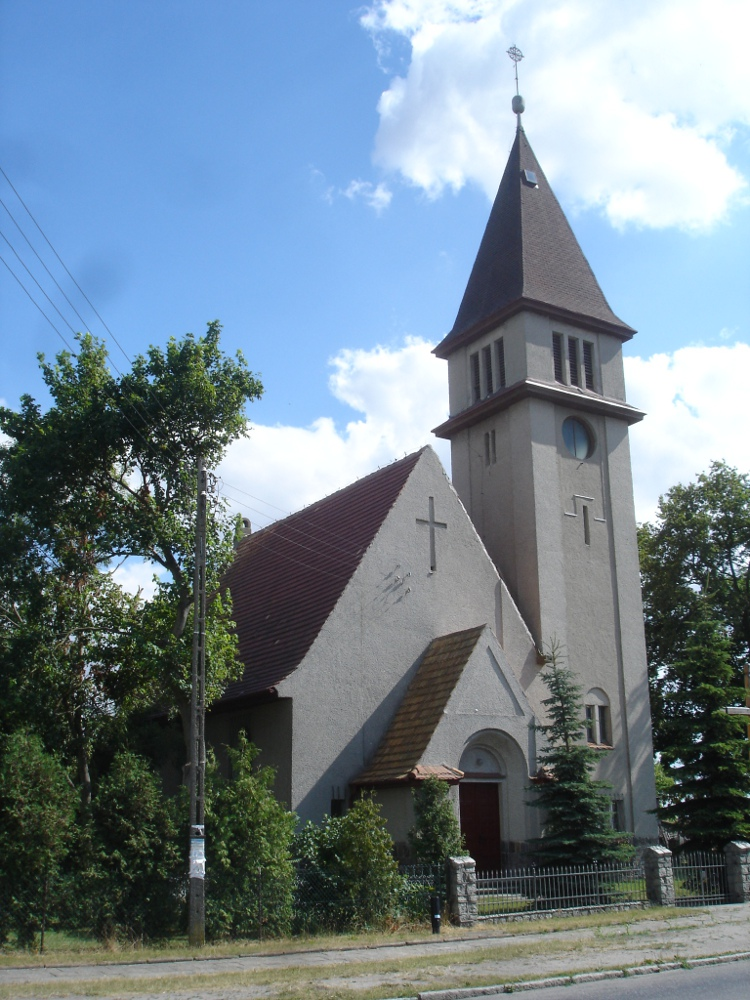
Kirche (Aufnahme von 2010)

## Geographische Lage
Das Dorf liegt in Hinterpommern, etwa 35 Kilometer südöstlich von Stettin und etwa 5 Kilometer nordöstlich der Kreisstadt Pyritz. Durch den Ort verläuft die Woiwodschaftsstraße 106, die hier der ehemaligen Reichsstraße 158 folgt.

## Geschichte
Das Dorf wurde in den 1770er Jahren unter König Friedrich dem Großen gegründet: Der König ließ damals den Wasserspiegel des Madüsees absenken, wodurch Land gewonnen und vor allem Bruchland trockengelegt werden konnte. Zu den damals angelegten neuen Dörfern („Kolonien“) gehörte Friedrichsthal. Es wurde auf einem Teil des Plönebruchs, der zuvor zum Dorf Groß Rischow gehört hatte, sowie auf einem Teil des Thür- und Mittelbruchs angelegt. Nach den Erbverschreibungen von 1776 wurden 23 gleich große Kolonistenstellen eingerichtet.
Vor 1945 bildete Friedrichsthal i. Pom. eine Landgemeinde im Kreis Pyritz der preußischen Provinz Pommern. Zur Landgemeinde gehörte neben Friedrichsthal der Wohnplatz Zuckerfabrik und Eisenbahnhaltestelle Friedrichsthal (Pom.). Die Gemeinde zählte im Jahre 1910 527 Einwohner, im Jahre 1925 329 Einwohner in 94 Haushaltungen, und im Jahre 1939 314 Einwohner.
Nach dem Zweiten Weltkrieg kam Friedrichsthal, wie ganz Hinterpommern, an Polen. Die Bevölkerung wurde durch Polen ersetzt. Das Dorf erhielt den polnischen Ortsnamen „Okunica“.